# Joaquín Valle
Joaquín Valle Benítez (Las Palmas, 18 de abril de 1916 — Madrid, 24 de dezembro de 1980) foi um futebolista espanhol que atuava como atacante.
Embora tenha sido afetado por conta das guerras ocorridas durante as décadas de 1930 e 1940, Valle se tornou notório por sua carreira futebolística no francês Nice, onde é o maior artilheiro da história do clube, bem como considerado seu maior jogador, à frente de outras lendas, como Héctor de Bourgoing, Jean Luciano, Francis Isnard, Pancho Gonzales, Victor Nurenberg e Josip Katalinski. Seus gols pela equipe francesa também o tornaram o maior artilheiro espanhol no futebol exterior. Apesar disso, acabou ficando pouco conhecido internacionalmente.

## Carreira

### Início
Joaquín Valle nasceu no arquipélago espanhol das Ilhas Canárias em 1916, se mudando juntamente com sua família para Madrid em 1931 e depois para a França em 1937 por conta da Guerra Civil Espanhola (seu pai, Bernardino Valle y Gracia, que fora prefeito da cidade de Las Palmas entre 1917 e 1920 e deputado a partir de junho de 1931 pela província homônima, pertencia ao partido opositor de Francisco Franco). Antes disso, chegou a jogar nas categorias de base do clube amador Athlétic Club Las Palmas em sua cidade natal (um dos cinco clubes que deram origem ao atual Las Palmas em 1949), rumando para a capital Madrid em 1931 por conta do cargo de seu pai, com seu irmão Luis Valle também sendo contratado para jogar pelo Real Madrid, à época, tendo acabado de perder o título 'Real' no nome. Joaquín também passou a jogar no clube, mas apenas pela equipe amadora. Na mesma época, iniciou seus estudos na área de direito. Seu irmão Luis cursava medicina, e outro irmão, Ricardo, engenharia aeronáutica.
Seu irmão Luis, que chegou a jogar uma partida pela Espanha, no empate em 1 x 1 com a Iugoslávia em Belgrado em 30 de abril de 1933, esteve presente como um destaque na conquista espanhola de 1933 pela equipe madrilenha, apenas a segunda na história do clube (a outra fora obtida no ano anterior, quando Luis estava jogando na segunda equipe do Madrid, o Plus Ultra,[carece de fontes?] bem como da Copa do Rei de 1934, antes de deixar o clube em 1935 e assinar com o francês Racing de Paris em 1936, clube que havia sido campeão francês e da Copa da França no ano anterior. Em 1937 Luis deixou Paris para assinar com o Nice, conseguindo com que seu irmão também fosse contratado. Os dois irmãos jogaram juntos no clube por nove anos, com Luis se aposentando em 1946, tendo ele também atuado como treinador da equipe no último ano e meio. Ambos também chegaram a contar com a companhia de outros dois espanhóis no clube no final dos anos 1930, os míticos Ricardo Zamora e Josep Samitier, que haviam chegado em 1936 e foram companheiros de Luis no Madrid.

### França
Embora a carreira de Valle pelo clube tenha sido fortemente impactada pela Segunda Guerra Mundial, que não apenas impedia o andamento do futebol regularmente, ameaçava os jogadores de convocação para os exércitos constantemente, e contava com interferências constantes do regime de Vichy, com este chegando a desativar os clubes e substituí-los por equivalentes regionais no campeonato para 1943/44 –– com os irmãos Valle jogando pelo Nice-Côte d'Azur, que representava a Costa Azul e ficou apenas em 8º lugar no torneio ––, e a recriação de clubes autorizados a utilizar jogadores profissionais em 1944, o que acabou resultando na inscrição do Nice na segunda divisão do campeonato, sua passagem, em questão de números, foi extremamente frutífera, tendo ele marcado 339 gols em 407 jogos.
Mesmo mais de 70 anos após deixar o clube, Valle continua sendo o maior artilheiro deste –– Victor Nurenberg, o segundo maior artilheiro, que jogou no auge do clube nos anos 1950, marcou apenas 111 gols pelo time ––. Desdes, 186 gols e 229 jogos foram pelo campeonato francês, com 97 gols em 117 jogos sendo na primeira divisão e 89 gols em 112 jogos na segunda divisão; 25 gols em 35 jogos na Copa da França; e com os demais gols em jogos amistosos. Seu único título ocorreu em sua última temporada na equipe, em 1947/48, com o clube conquistando a segunda divisão –– divisão em que estava desde 1945 –– contando com um forte ataque composto por Dominique Ruff, Désiré Carré e Roland Tylipski, responsáveis por 65 dos 109 gols do time no torneio.[carece de fontes?] A equipe ainda havia chegado perto de uma final da Copa da França em 1945, mas parando nas semifinais.
Embora o Nice voltasse a disputar a primeira divisão e o futebol não contasse mais com as interferências da guerra diretamente, Valle deixou o clube em 1948 para retornar à Espanha, dois anos depois que seu irmão já havia se aposentado, tendo assinado com o Español. Apesar disso, ficou apenas uma temporada no clube, jogando apenas em uma derrota por 4 x 1 para o Valencia em jogo pelo campeonato espanhol.[carece de fontes?] Valle ainda chegou a assinar por uma temporada com o também espanhol Jerez, em 1951/52, ano em que ficou marcado o início do auge de seu ex-clube no futebol francês dos anos 1950 com a conquista do primeiro dos quatro títulos do clube no campeonato e outras duas Copas da França, todos naquela década, e de seu irmão como treinador do Las Palmas na primeira temporada deste clube, que havia sido fundado apenas dois anos antes, na primeira divisão (Luis, que voltou à Espanha em 1949, chegou a ser preso por não ter cumprido o serviço militar obrigatório e ser considerado um maçon, contando com um familiar com influência dentro do regime para conseguir sua liberação).